# Kristian Djurhuus
Kristian Djurhuus (12 de febrer de 1895 – 20 de novembre de 1984) va ser un polític conservador feroès, membre del Partit Unionista. Va ser primer ministre de les illes Fèroe en dues ocasions: de 1950 a 1958 i de 1968 a 1970.
Djurhuus era el fill d'Elin (nascuda Larsen), de Porkeri, i de Hans Andreas Djurhuus, mestre fuster de Tórshavn.
Va presidir l'ajuntament de Froðba des de 1926 fins a 1930 i en va ser un membre regular de 1930 a 1934. Va ser diputat del Løgting de 1932 a 1962, i de 1966 a 1970 i en va ser el portaveu durant l'ocupació britànica de la Illes Fèroe durant la Segona Guerra Mundial.
Va ocupar càrrecs de ministre de les Illes Fèroe en els governs de 1948 a 1950, de 1959 a 1963 i de 1967 a 1968. Va ser Primer Ministre de les Illes Fèroe entre 1950 i 1958 i de 1968 a 1970.